# Тюковной
Тюковной  — хутор в Серафимовичском районе Волгоградской области. 
Входит в состав Крутовского сельского поселения.

## География
На хуторе имеются две улицы: Мостовая и Садовая.

## Население
| 2010 |
| ---- |
| 158  |